# Mosquée de la cité de l'Ill
La mosquée de la cité de l'Ill est située 19, rue de l’Ill, dans le quartier de la cité de l'Ill à Strasbourg.
Elle est gérée par l'association culturelle des Deux-Rives.

## Histoire
Le terrain sur lequel se trouve la mosquée a été mis à disposition par la ville de Strasbourg en 2010. La première pierre est posée en mars 2012. Le dôme, haut de 3,5 mètres et d'un diamètre de 7,5 mètres, est installé en novembre de la même année.
Le budget pour la construction de la mosquée et du centre culturel est de 1,5 million d'euros dont 10 % ont été financés par la ville, 5 % par le Maroc et 5 % par le Koweït.
La salle de prière peut accueillir environ 300 hommes et 200 femmes.
La mosquée est inaugurée le  4 juin 2015 par Roland Ries, maire de Strasbourg et Mohammed Moussaoui, président de l’Union des mosquées de France (UMF), en présence de Mgr Jean-Pierre Grallet, archevêque de Strasbourg, René Gutman, grand-rabbin de Strasbourg et Christian Albecker, président de l’UEPAL.
L'espace culturel de l'association des Deux-Rives, relié à la mosquée par une passerelle, est inauguré le 2 mai 2019.